# 46 Девы
46 Де́вы (лат. 46 Virginis) — кратная звезда в созвездии Девы на расстоянии приблизительно 338 световых лет (около 104 парсек) от Солнца.

## Характеристики
Первый компонент (HD 112992A) — оранжевый гигант спектрального класса K0, или K1III, или K2III, или K5. Визуальная звёздная величина звезды — +6,056m. Масса — около 2,445 солнечной, радиус — около 11,177 солнечного, светимость — около 44,577 солнечной. Эффективная температура — около 4580 K.
Второй компонент — коричневый карлик. Масса — около 28,55 юпитерианской. Удалён в среднем на 2,015 а.е..
Третий компонент (HD 112992B). Визуальная звёздная величина звезды — +8,78m. Удалён на 0,6 угловой секунды.
Четвёртый компонент (UCAC4 434-057465) — жёлтый карлик спектрального класса G. Визуальная звёздная величина звезды — +13,2m. Радиус — около 1,35 солнечного, светимость — около 1,821 солнечной. Эффективная температура — около 5714 K. Удалён на 41,2 угловой секунды.